# Lauvøya (Flatanger)
Lauvøya est une île inhabitée de la commune de Flatanger , en mer de Norvège dans le comté de Trøndelag en Norvège.

## Description
L'île de 2,6 km2 se trouve juste au large de la côte continentale, en face du village de Lauvsnes. L'église principale du nord de Flatanger, l'église Løvøy (1871), est située sur l'île. L'île est reliée au continent par un pont depuis 1990. L'île compte plusieurs maisons et est devenue une importante zone de loisirs pour la municipalité